# فولفجانج ريثرمان
فولفجانج ريثرمان (بالإنجليزي: Wolfgang Reitherman 26 يونيو 1909-22 مايو 1985)، المعروف أيضًا باسم وولي ريثرمان ، كان رسامًا ومخرجًا ومنتجًا ألمانيًا أمريكيًا كان أحد كبار رجال الرسوم المتحركة التسعة في استوديوهات والت ديزني للرسوم المتحركة (WDAS) أخرج تسعة أفلام رسوم متحركة طويلة وتعد اليوم من علامات ديزني وأيضاً تسعة قصيرة. برز ريثرمان كشخصية رئيسية في WDAS في الستينيات والسبعينيات، وهي فترة انتقالية شهدت وفاة والت ديزني وبداية «العصر البرونزي» في الاستوديو.

## عمله
أثناء الدراسة في معهد شوينارد للفنون، جذبت لوحات ريثرمان انتباه فيليب دايك، مدرس الرسم. أُعجب دايك بعمله الفني، وأظهر لهم ديزني، حيث تمت دعوة فولفجانج إلى الاستوديو. أراد ريثرمان في البداية العمل كرسام ألوان مائية، لكن اقترح والت ديزني أنه يجب أن يكون رسامًا للرسوم المتحركة. تم تعيين ريثرمان في شركة والت ديزني للإنتاج في 21 مايو 1933، وكان أول مشروع له يعمل كرسام رسوم متحركة في الرسوم المتحركة السخيفة أرانب صغيرة مضحكة. واصل ريثرمان العمل على عدد من أفلام ديزني القصيرة، بما في ذلك حفلة الفرقة ، ميوزيك لاند ، وفيل إلمر . قام بتحريك العبد في المرآة السحرية في بياض الثلج والأقزام السبعة (1937). مهامه القادمة وموحية المسخ في بينوكيو (1940)، والكفاح المناخية الديناصورات في إيغور سترافينسكي «الصورة قدسية الربيع» تسلسل في الفنتازيا (1940)، والعديد من مشاهد تيموثي Q. الماوس في دامبو (1941).
بحلول عام 1942، كان ريثرمان ترك استوديوهات ديزني للخدمة في الحرب العالمية الثانية لل قوة الجوية للولايات المتحدة، وحصلت على صليب الطيران الفخرى بعد أن خدم في أفريقيا، والصين، والهند، وجنوب المحيط الهادئ. سرح من الخدمة في فبراير 1946 بعد أن حصل على رتبة رائد. عاد ريثرمان إلى الاستوديو في أبريل 1947، حيث قام بتحريك مطاردة الفرسان مقطوعة الرأس في قسم «أسطورة جوفاء نعسان» في مغامرات إيكابود والسيد تود (1949).
في نفس الوقت تقريبًا، ادعى أنه كان له دور فعال في مساعدة والت ديزني على الالتزام بإنتاج سندريلا (1950). عند النظر إلى القصص المصورة التقريبية، يتذكر ريثرمان، "لقد ذهبت للتو إلى مكتبه، وهو ما لم أفعله إلا نادرًا، وقلت،" جي، يبدو رائعًا. يجب علينا القيام بذلك. ربما كان الأمر بمثابة دفع بسيط لقول، "مرحبًا، فلنبدأ مرة أخرى ودعنا نفعل فيلم". "  في سندريلا ، كان هو صانع الرسوم المتحركة للتسلسل الذي يقوم فيه جاك وجوس بدفع المفتاح وسحبه بجهد لأعلى الدرج إلى سندريلا. على أليس في بلاد العجائب (1951)، وقال انه الرسوم المتحركة المشهد الذي يتم تدمير منزل الأرنب الأبيض من قبل أليس الموسع. على بيتر بان(1953)، قام بتحريك مشهد الكابتن هوك وهو يحاول الهروب من التمساح.  بالنسبة لـ السيدة والصعلوك (1955)، قام ريثرمان بتحريك سلسلة قتال الكلاب في الزقاق وقتال الصعلوك مع الفئران في غرفة الحضانة.
خلال أواخر الخمسينيات من القرن الماضي، عمل ريثرمان كمخرج متسلسل لمعركة الأمير فيليب المناخية ضد مؤذ باعتباره تنينًا في الأميرة النائمة (1959)، وأخرج تسلسل الشفق النباح لـ مائة وواحد مرقش (1961).  بدءًا من فيلم السيف في الصخرة (1963)، أصبح أول مخرج منفرد لفيلم رسوم متحركة من ديزني،  والذي كان على النقيض تمامًا من وجود العديد من المخرجين في فيلم رسوم متحركة. الرسوم المتحركة وارد Kimballادعى أن السبب يعود إلى توافق عمل ريثرمان واستعداده لقبول أي مشروع «بابتسامة» بينما قال رسام الرسوم المتحركة بوب كارلسون إن ديزني كانت تثق في اتخاذ قرار ريثرمان قبل أن يشرع في مشروع فيلم. استمر في إخراج كتاب الأدغال (1967) و الأرستقراطيين (1970) و روبين هود (1973) و المنقذين (1977).  بالإضافة إلى ذلك، قام بإخراج العديد من أفلام الرسوم المتحركة القصيرة مثل جالوت الثاني (1960) وأول قصيرتين لـ ويني ذا بوه ويني ذا بوه وشجرة العسل (1966) وويني ذا بوه ويوم العاصفة (1968)، والتي فازت بجائزة الأوسكار لأفضل فيلم رسوم متحركة قصير.
أثناء إخراج كتاب الأدغال ، اتبع ريثمان الإجراء لإبقاء تكاليف الإنتاج منخفضة، حيث أشار إلى أن ديزني نصحه بـ «إبقاء التكاليف منخفضة لأن [الرسوم الكرتونية المميزة] ستفشل في العمل. لذا بهذه النصيحة، وبالطريقة التي أشار بها إلى كتاب الأدغال في مجال الترفيه وتنمية الشخصية بدلاً من القصص المعقدة التي تحتاج إلى الكثير من صفات الإنتاج، فقد حدد المسار لمدة عشر سنوات بعد وفاته».  خلال فترة عمله، استخدم بشكل متكرر رسوم متحركة «معاد تدويرها» أو رسوم متحركة محدودة من أعمال سابقة، ربما لأنها كانت طريقة أكثر أمانًا لمنتج عالي الجودة، على الرغم من أنها في الواقع تتطلب عمالة أكثر، ليس لأنه كان من المفترض أن يكون أرخص.أثبت استخدام ريثرمان لإعادة تدوير الرسوم المتحركة أنه مثير للجدل داخل الاستوديو حيث أعرب صانع الرسوم المتحركة ميلت كال عن أسفه لاستخدامه قائلاً «أنا أكره استخدام - إنه فقط يكسر قلبي لرؤية الرسوم المتحركة من بياض الثلج المستخدمة في المنقذين . يقتلني، ويحرجني بالدموع».  لاحظ أن هذا مشابه لـ روتوسكوبينج ولكن ليس مثله.
بعد فيلم المنقذين ، كان من المقرر في البداية إخراج فيلم الثعلب والصائد (1981)،  ولكن بعد صراعات إبداعية مع المخرج المشارك آرت ستيفنز، تم استبعاده من المشروع. ريثرمان انتقلت بعد ذلك إلى عدة مشاريع حيوية غير المطورة مثل سمك السلور بيند على أساس سلسلة كتاب بن لوسيان بورمان، وميوزيكانا، وهو مشروع متابعة الفنتازيا التي شارك في وضعها مع الفنان ميل شو. في عام 1980، وقال انه وضعت للتكيف من رواية للأطفال ليتل عصا المكنسة التي كتبها ماري ستيوارت، ولكن توقف العمل بسبب رغبة الأستوديو في أفلام طموحة مثل المرجل الأسود (1985). في العام التالي تقاعد.

## الحياة الشخصية والموت
ولد في ميونيخ، الإمبراطورية الألمانية، انتقلت عائلة ريثرمان إلى أمريكا عندما كان طفلاً. بعد التحاقه بكلية باسادينا جونيور والعمل لفترة وجيزة كرسام لدوغلاس للطائرات، عاد ريثرمان إلى المدرسة في معهد شوينارد للفنون، وتخرج عام 1933.
بعد تسريحه من سلاح الجو، تزوج من جاني ماري ماكميلان في نوفمبر 1946.  أبناء ريثرمان الثلاثة - بروس وريتشارد وروبرت - أصواتًا لشخصيات ديزني، بما في ذلك ماوكلي في كتاب الأدغال ، وكريستوفر روبن في فيلم ويني ذا. بو وشجرة العسل ، والبثرة في السيف العجيب .
في 22 مايو 1985، توفي ريثرمان في حادث سيارة واحدة بالقرب من منزله في بوربانك بولاية كاليفورنيا، عن عمر يناهز 75 عامًا. تم تسمية ريثرمان بعد وفاته باسم ديزني ليجند في عام 1989.

## إخراج
| ر  | اسم الفيلم                                | السنة |
| -- | ----------------------------------------- | ----- |
| 1  | The Truth About Mother Goose قصير         | 1957  |
| 2  | Sleeping Beauty                           | 1959  |
| 3  | Donald in Mathmagic Land قصير             | 1959  |
| 4  | Goliath II قصير                           | 1960  |
| 5  | Aquamania قصير                            | 1961  |
| 6  | One Hundred and One Dalmatians            | 1961  |
| 7  | A Symposium on Popular Songs قصير         | 1962  |
| 8  | The Sword in the Stone                    | 1963  |
| 9  | Winnie the Pooh and the Honey Tree قصير   | 1966  |
| 10 | The Jungle Book                           | 1967  |
| 11 | Winnie the Pooh and the Blustery Day قصير | 1968  |
| 12 | The Aristo Cats                           | 1970  |
| 13 | Robin Hood                                | 1973  |
| 14 | Winnie the Pooh and Tigger Too قصير       | 1974  |
| 15 | The Rescuers                              | 1977  |
| 16 | The Many Adventures of Winnie the Pooh    | 1977  |
| 17 | The Small One قصير                        | 1978  |
| 18 | The Fox and the Hound                     | 1981  |

## وصلات خارجية
فولفجانج ريثرمان على imdb

## استشهادات
1. 1 2  Internet Movie Database (بالإنجليزية), QID:Q37312
2. 1 2 3 4 5 6 7 8 9 10 11  Who's Who in Animated Cartoon: An International Guide to Film and Television's Award-Winning and Legendary Animators (بالإنجليزية). New York: Hal Leonard LLC. 2006. Reitherman, Wolfgang ("Woolie"). ISBN:978-1-55783-671-7. LCCN:2006001680. OCLC:63187407. OL:8602327M. QID:Q36463449.
3. 1 2  "Wolfgang Reitherman, 75 : Disney Animator Dies in Car Crash". Los Angeles Times (بالإنجليزية). 24 May 1985. Retrieved 2017-03-31.
4. 1 2 3 4 5 6 7   https://50mostinfluentialdisneyanimators.wordpress.com/2011/09/02/14-wolfgang-reitherman/. اطلع عليه بتاريخ 2017-03-31. {{استشهاد ويب}}: |url= بحاجة لعنوان (مساعدة) والوسيط |title= غير موجود أو فارغ (من ويكي بيانات) (مساعدة)
5. 1 2  www.acmi.net.au (بالإنجليزية), QID:Q120061370
6. ↑   https://d23.com/walt-disney-legend/wolfgang-reitherman/. اطلع عليه بتاريخ 2017-04-08. {{استشهاد ويب}}: |url= بحاجة لعنوان (مساعدة) والوسيط |title= غير موجود أو فارغ (من ويكي بيانات) (مساعدة)
7. ↑   https://annieawards.org/juried-awards/winsor-mccay. اطلع عليه بتاريخ 2018-07-01. {{استشهاد ويب}}: |url= بحاجة لعنوان (مساعدة) والوسيط |title= غير موجود أو فارغ (من ويكي بيانات) (مساعدة)